# یون بو را
یون بو-را (به انگلیسی: Yoon Bo-ra) (زاده ۳۰ دسامبر ۱۹۸۹) خواننده کره‌ای است.